# Išum
Ishum è una divinità minore della mitologia mesopotamica, il fratello di Shamash e un compagno di Erra. Egli è un dio del fuoco e, secondo i testi, ha portato gli dèi in guerra come un messaggero, ma è stato comunque generalmente considerato un dio benevolo.
Ishum, che è nato da uno sviluppo della figura del dio sumero Endursaga, è conosciuto principalmente per la leggenda babilonese di Erra e Ishum. 